# موبین شیخ
موبین شیخ (انگلیسی: Mubin Shaikh؛ زادهٔ ۲۹ سپتامبر ۱۹۷۵) اهل کانادا است. وی متخصص رادیکالیزاسیون، نابود سازی، مبارزه با افراط گرایی خشونت‌آمیز (CVE)، امنیت ملی و ضدتروریسم است. او به عنوان متخصص شورای امنیت سازمان ملل، کمیته سنا ایالات متحده در امنیت داخلی و امور دولتی و همچنین موضوع تخصص در مورد ناتو، مرکز ملی مبارزه با تروریسم، فرماندهی عملیات ویژه مرکزی و کارشناس خارجی با تیم ارزیابی استراتژیک است. وی همچنین به‌طور ناگهانی به عنوان کارشناس در رسانه‌های عمده مانند CNN, CBC, ABC, NBC و دیگر امور مربوط به موضوعات مربوط به افراط گرایی و تروریسم ظاهر می‌شود.